# Linea Hankyū Kōyō
La  Linea Hankyū Kōyō (阪急甲陽線?, Kōyō-sen) è una breve ferrovia di 2,2 km delle Ferrovie Hankyū a scartamento ferroviario che collega le stazioni di Shukugawa e Kōyōen, entrambe nella città di Nishinomiya, nella prefettura di Hyōgo in Giappone.

## Servizi
I treni fermano in tutte le stazioni della linea.

### Stazioni
| Nome          | Nome       | Distanza (km) | Distanza dalla stazione precedente (km) | Collegamenti      | Posizione   |
| ------------- | ---------- | ------------- | --------------------------------------- | ----------------- | ----------- |
| Shukugawa     | 夙川駅     | -             | 0.0                                     | Linea Hankyū Kōbe | Nishinomiya |
| Kurakuenguchi | 苦楽園口駅 | 0.9           | 0.9                                     |                   | Nishinomiya |
| Kōyōen        | 甲陽園駅   | 1.3           | 2.2                                     |                   | Nishinomiya |